# Chroicocephalus utunui
Chroicocephalus utunui — вимерлий вид мартинів з роду Chroicocephalus, який існував в Полінезії у голоцені. Вимер після заселення островів людьми. Його субфосільні рештки знайдені на археологічній стоянці Фаахія на острові Хуахіне з островів Товариства. Стоянка датується 700—1200 роками нашої ери, містить антропогенний матеріал, зокрема кістки різних птахів, що використовувалися у їжу. Тут виявлено 12 кісток двох птахів Chroicocephalus utunui. Остеологічні порівняння припускають, що найближчим живим родичем Chroicocephalus utunui є мартин австралійський (C. novaehollandiae), найближчі існуючі популяції якого знаходяться в Новій Зеландії, за 3800 км на південний захід від Хуахіне.

## Назва
Видовий епітет utunui походить від таїтянських слів utu («дзьоб») і nui («великий»).

## Викопний матеріал
Chroicocephalus utunui відомий з дванадцяти кісток (десять різних елементів скелета двох особин), знайдених на археологічній ділянці Фаахія. Голотип включає повний череп із дзьобом. Паратипи складаються з квадратної кістки, нижньої щелепи, 3-го грудного хребця, грудини, ключиці, коракоїда, трьох плечових кісток, стегнової кістки та малогомілкової кістки. Вважається, що одинадцять кісток походять від дорослого птаха, а дистальний кінець плечової кістки — від молодого птаха.